# Beatriz Sánchez Marrufo
Beatriz Sánchez Marrufo (Rota, 20 dicembre 1989) è una cestista spagnola.